# Blackburn Sydney
El Blackburn R.B.2 Sydney (matrícula N241) fue un hidrocanoa de patrulla marítima de largo alcance desarrollado para la Real Fuerza Aérea en 1930, en respuesta a la Especificación R.5/27 del Ministerio de Aire.

## Diseño y desarrollo
Era un monoplano de ala en parasol arriostrada mediante soportes y pilón central de disposición típica de hidrocanoa con triple empenaje, y sus tres motores estaban instalados en el borde de ataque del ala. Tras ser evaluado en el MAEE en Felixstowe, no fue puesto en producción y no se construyeron más ejemplares. Tiene la distinción de ser el primer hidrocanoa monoplano militar británico de la clase pesada.
Con el desarrollo del Sydney abandonado, la construcción de una variante de transporte de carga propulsada por motores radiales, la C.B.2 Nile, también fue finalizada (el casco acabó en pruebas destructivas a finales de 1935).

## Variantes
R.B.2 Sydney
Hidrocanoa trimotor de patrulla marítima, uno construido.
C.B.2 Nile
Versión de carga del R.B.2, no construida.

## Operadores
Reino Unido
- Real Fuerza Aérea

## Especificaciones (Sydney)
Referencia datos: British Flying Boats,

### Características generales
- Tripulación: Cinco
- Longitud: 20 m (65,6 ft)
- Envergadura: 30 m (98,4 ft)
- Altura: 6,2 m (20,3 ft)
- Superficie alar: 140 m² (1507 ft²)
- Peso vacío: 7741 kg (17 061,2 lb)
- Peso cargado: 10 591 kg (23 342,6 lb)
- Planta motriz: 3× motor lineal V12 refrigerado por agua Rolls-Royce F.XII MS.
  - Potencia: 391 kW (539 HP; 532 CV) cada uno.
- Hélices: 1× bipala de madera de paso fijo por motor.

### Rendimiento
- Velocidad máxima operativa (Vno): 198 km/h (123 MPH; 107 kt)
- Velocidad crucero (Vc): 160 km/h (99 MPH; 86 kt)
- Alcance: 7 h 30 min
- Techo de vuelo: 5000 m (16 404 ft)
- Régimen de ascenso: 2 m/s (394 ft/min)

### Armamento
- Ametralladoras: 

  - 3x Lewis móviles de 7,7 mm en posiciones abiertas de proa, dorsal y ventral
- Bombas: Hasta 500 kg o dos torpedos

## Aeronaves relacionadas

### Desarrollos relacionados
- Blackburn Iris[5]
- Felixstowe Fury

### Aeronaves similares
- Dornier Do R
- Dornier Do 24
- Consolidated PBY Catalina
- Lioré et Olivier LeO H-47
- Potez-CAMS 141
- Latécoère 300
- Kawanishi H6K
- Consolidated P2Y
- Saro A.33

### Secuencias de designación
- Secuencia R.B._ (interna de Blackburn): R.B.1 - R.B.2 - R.B.3